# Контрудар
Ко̀нтруда́р — удар, наносимый войсками (силами) оперативного объединения (фронта, армии, армейского корпуса) в оборонительной операции для разгрома прорвавшейся в глубину обороны группировки войск противника, восстановления утраченного положения и создания благоприятных условий для перехода в контрнаступление.
Контрудар может проводиться на одном или нескольких направлениях силами вторых эшелонов, оперативных резервов, части сил первого эшелона, а также войсками, снятыми с второстепенных участков фронта. Поддерживается основными силами авиации и специально созданной группировкой артиллерии. На направлении контрудара могут высаживаться воздушные десанты и применяться рейдовые отряды. Как правило, наносится по флангам вклинившейся группировки противника.
Может осуществляться непосредственно по главным силам наступающего противника для их рассечения и вытеснения с занятого района. В любых условиях контрудар должен, по возможности, опираться на те участки фронта, где противник остановлен или задержан. Если такой возможности нет, начало контрудара принимает форму встречного сражения.